# Popp (automobile)
La Popp è un'automobile costruita in Svizzera tra il 1898 e il 1899.

## Contesto
Lorenz Popp era un ingegnere svizzero di Basilea che costruì alcune vetture finanziato da Edouard Burkhardt, il quale era il rappresentante per la Svizzera della Benz & Cie. Non è pertanto un caso che la vettura assomigli alla contemporanea Benz Velo ma solo esteticamente, in quanto la meccanica ideata da Popp era del tutto diversa e originale.
Il motore era un bicilindrico orizzontale 4 tempi raffreddato ad acqua con alesaggio e corsa di 92 x 120 mm per una cilindrata di 1595 cm³.

La potenza dichiarata dal costruttore era di 7 CV per una velocità massima stimata di 40 km/h.

La distribuzione a catena comandava un asse a camme in testa con bilancieri a L per lo scarico, mentre l'aspirazione era con valvole ad apertura automatica.

L'alimentazione a caduta avveniva tramite due serbatoi in pressione posti davanti al guidatore dotati di indicatori di livello benzina e manometri per l'aria compressa. Uno dei due serbatoi aveva anche funzione di carburatore con una valvola di miscelazione aria-benzina posta sul coperchio.

Il sistema di accensione era del tipo Glührohr a tubi incandescenti.

La frizione era a cinghia e la trasmissione a catene. Non essendoci differenziale veniva normalmente utilizzata una catena su di una sola ruota con la possibilità di usufruire anche della seconda sull'altra ruota in caso di necessità su terreni scivolosi.

Il cambio a due marce e retromarcia aveva il comando a leva sul piantone dello sterzo. Il sistema sterzante era del tipo diretto a cremagliera e pignone sul quale era calettato un ingranaggio che lo collegava al piantone tramite una catena.

Il freno a pedale con pattini agiva direttamente sulle ruote posteriori. Premendo a fondo in avanti il pedale si otteneva il blocco del freno in funzione di stazionamento.

Originale la struttura del complesso telaio - sospensioni che era costituito da un telaio non sospeso formato da due tubi che univano gli assali rigidi e il tutto sosteneva il telaio vero e proprio tramite quattro coppie di balestre semiellittiche.
La produzione fu di pochissimi esemplari dei quali solamente due completati e l'attività cessò del tutto nel 1900.
Lorenz Popp divenne in seguito rappresentante in Zurigo della tedesca Stoewer e dell'italiana FIAT.
L'unico modello rimasto è conservato al Museo Svizzero dei Trasporti (Verkehrshaus der Schweiz) di Lucerna.